# 南波冀志
南波 冀志（なんば きし、明治44年（1911年）10月 - ）は日本の公務員、郷土史家。本名熊夫。

## 経歴
鳥取県日野郡江府町出身。
昭和4年（1929年）10月広島逓信講習所松江支所卒業。松江郵便局採用、以来電信電話事業に従事、鳥取電気通信部庶務課長、鳥取電報電話局次長、郡家電報電話局長歴任。

## 著書
- 『郡家町の歴史的散策』 1969年
- 『鳥取県の平家部落』 1970年